# گورک کارینتیا
گورک کارینتیا (به آلمانی: Gurk) یک منطقهٔ مسکونی در اتریش است که در ناحیه سانکت وایت آندر گلان واقع شده‌است. گورک کارینتیا ۱٬۲۷۰ نفر جمعیت دارد.

## خواهرخوانده
شهر آرن‌اشتات خواهرخواندهٔ گورک کارینتیا هست.